# Мария де Фонсека

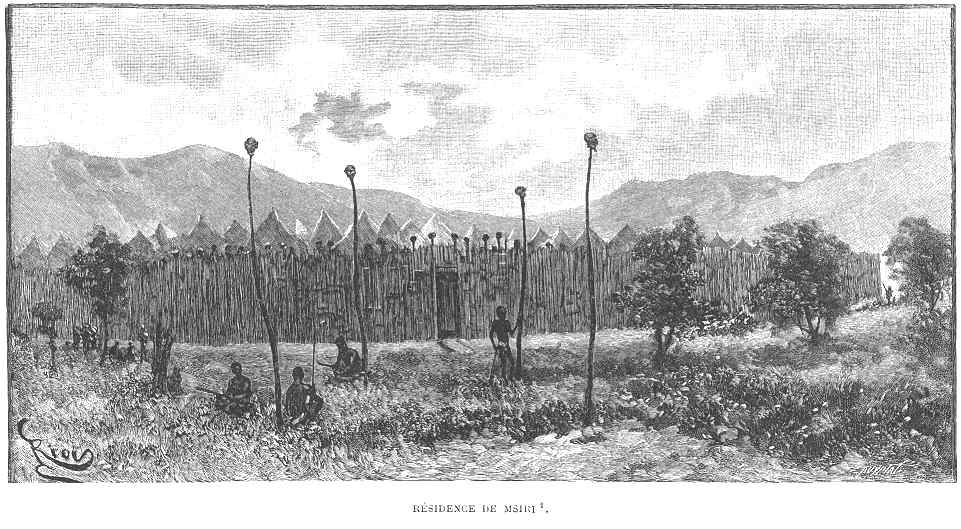
Бункея — бома короля Мсири. Ограда увешена головами убитых врагов короля.

Мария де Фонсека (порт. Maria de Fonseca ок. 1845, Ангола — 1892 Бункейя, Катанга) — супруга правителя государства Йеке, короля Мсири. После убийства которого Мария попыталась стать регентом королевства, но была казнена одним из сыновей Мсири по обвинению в предательстве.

## Биография

### Происхождение и брак
Мария была дочерью португальского торговца и африканки из Анголы. Брат Марии — Коимбра, как и  их отец, был торговцем. В отличие от отца, который торговал на побережье Анголы, Коимбра проник вглубь континента и занимался торговлей по всему бассейну Конго. Он стал первым торговцем, который начал поставлять Мсири порох и ружья. Появление большого количества огнестрельного оружия стало значительным фактором для усиления власти Мсири в Катанге и позволило ему создать обширное королевство.
Свои союзы с вождями племён и торговыми партнерами Мсири иногда скреплял браками. Так благодаря торговым сделкам своего брата Мария стала женой правителя королевства Йеке. Помимо её у Мсири было почти 300 официальных жен и около 1000 наложниц, но именно Мария стала его любимой, главной женой.
На момент заключения брака Марии было 15 лет, а её мужу в два раза больше.

### Королева Йеке
После Берлинской конференции король Бельгии Леопольд II начал экспансию в бассейне реки Конго, где организовал свою личную колонию. 26 февраля 1885 года был подписан генеральный акт, после чего было провозглашено Свободное государство Конго. Оставалась непокоренной только Катанга.
Государство Мсири располагалось на плато, его природными границами на севере и юге стали горные хребты по западной границе протекает река Луалаба, по восточной — Луапула. Бельгийцам предстояло либо склонить Мсири к добровольному подчинению, либо подчинить его силой.
14 декабря 1891 года в столицу Мсири Бункею прибыла бельгийская экспедиция под руководством капитана Стейрса. Бельгийцы обнаружили, что королевство Мсири находится в упадке из-за постоянных войн с соседями и гражданской войны вспыхнувшей в 1890 году.  Мсири был деспотом, который уничтожал или угонял в рабство мирное население, даже за незначительные проступки король приказывал калечить или даже казнить своих подданных. Людей закапывали в землю, оставляя сверху одну голову из-за чего человек медленно умирал от жажды и голода или могли скормить заживо голодным псам. Бесчисленное число отрубленных голов украшали частокол его бомы. Всё это давало чёткое представление о характере Мсири и методах его правления. Королева же была полной противоположностью Мсири. Мария и её брат оказывали на короля позитивное влияние, стремясь сгладить его тиранические наклонности. Также они выступали за сближение с европейцами и вестернизацию королевства.
К моменту прибытия бельгийской экспедиции Мсири и Мария находились в браке уже около 30 лет. Бельгийцы описывали королеву как красивую женщину, возрастом около 45 лет. Она жила в своей деревне Мунему в нескольких километрах от столицы. Мария установила дружественные отношения с участниками экспедиции и позволила разбить лагерь недалеко от своей деревни.
На переговоры возлагались большие надежды. Бельгийцы рассчитывали установить контроль над королевством, пока в этот регион не добрались экспедиции британцев. Мсири же рассчитывал договорится о поставках оружия и боеприпасов, необходимых для ведения дальнейших войн.
Несмотря на подарки и посулы Мсири отказался признать Леопольда своим сюзереном и поднять в знак подчинения флаг Бельгии над столицей . Тогда бельгийцы сами подняли свой флаг на ближайшем к столице холме. Из-за того, что переговоры с Мсири зашли в тупик, один из офицеров экспедиции Кристиан де Боншам, предложил своим спутникам захватить Мсири и держать его в заложниках. Охрана Мсири обычно состояла из 300 вооруженных воинов и нападать на его в столице было опасно. Однако де Боншам обнаружил, что каждую ночь король уходил с небольшой группой охранников, чтобы навестить Марию в её деревне и возвращался к обеду обратно. Капитан Стейрс принял решение устроить засаду и попытаться захватить Мсири. Около 9 утра он собрал отряд из бельгийцев и дагомейских наёмников и направился в Мунему. К 11 часам отряд достиг деревни королевы. В 12:10 начался бой между людьми Мсири и отрядом Стейрса.
Во время этой стычки капитан Омер Бодсон застрелил Мсири, но сам был смертельно ранен любимым рабом короля.
Тем временем из Бункеи подоспел отряд сторонников короля во главе с его сыном Муканда-Банту. Их цель была уничтожить отряд европейцев который находился в деревни Марии. Бельгийцам удалось отбить атаку и не дать завладеть телом короля так как его сторонники могли похоронить его в тайне чтобы сообщить народу что Мсири жив, что дало бы им возможность продолжать сопротивление. Несмотря на то, что европейцам удалось одержать верх в этом сражении, им пришлось отступить из деревни Марии и искать более удобное место для обороны. Через день в лагерь бельгийцев прибыл парламентёр, который попросил отдать тело Мсири родственникам короля. Европейцы выдали покойного его родне. После помпезных похорон короля, встал вопрос о престолонаследовании.
Мария выступила посредником в переговорах между бельгийцами и наследниками Мсири о вхождении королевства Йеке в состав Свободного государства Конго. 23 декабря 1891 года делегация состоящая из сторонников интеграции прибыла в лагерь бельгийцев. В её входили брат Мсири Чикака, его сын Муканда-Банту, Коимбра и Мария де Фонсека. Мария, несмотря на то, что недавно овдовела с заметной весёлой бодростью играла самую заметную роль в этих переговорах. В результате переговоров было решено, что Муканда-Банту становится правителем Бункеи и территории в 14 квадратных миль вокруг столицы. Его дяди, братья Мсири, Чикака и Лукуку получали наделы вокруг своих бом. Остальная часть Катанги должна была перейти под контроль вождей племени васанга и войти в состав Свободного государства Конго. 30 декабря после подписания договора, в знак подчинения Великому белому вождю (королю Леопольду), над столицей Йеке был поднят бельгийский флаг. Чикака и Лукуку не явились на подписание договора и отказались принимать его условия.
В течение следующих нескольких дней Мария и Стейрс провели в переговорах по дальнейшему устройству королевства. После окончания переговоров Коимбра решил вернулся в Анголу, а Мария осталась в Йеке. 26 января бельгийцам всё таки удалось принудить Чикаку и Лукуку подписать договор с ними.

### Смерть
Согласно устной традиции нардов Катанги, «Мария предала Мсири бельгийцам», поэтому его приемный сын Муканда-Банту обезглавил Марию мачете.
После гибели Марии королевство было разделено между тремя детьми Мсири  — Мвенда Муканда-Банту, Мвенда Китаника Мабумба, Мвенда Мунонго Мусамфья Нтанга.